# 독일령 사모아 점령
사모아 점령은 제1차 세계 대전 중 뉴질랜드가 태평양 식민지인 독일령 사모아를 점령하고 이후 통치한 사건이다. 1914년 8월 말 뉴질랜드의 사모아 원정군의 상륙으로 시작되었다. 상륙은 무저항으로 이루어졌고, 뉴질랜드군은 조지 5세를 대신하여 뉴질랜드 개혁 정부를 위해 사모아를 점령했다. 사모아 원정군은 1915년까지 이 나라에 주둔했으며, 사령관인 로버트 로건 대령은 1919년까지 뉴질랜드 정부를 대신하여 사모아를 계속 통치했다. 사모아 점령은 제1차 세계 대전에서 뉴질랜드의 첫 군사 작전이었다.

## 배경
8월 5일 제1차 세계 대전이 발발하자 뉴질랜드 개혁 정부는 전쟁 참전을 위해 뉴질랜드 원정군 (NZEF)을 창설하는 것을 승인했다. 전쟁 동원은 이미 시작되었으며, 며칠 전부터 은밀히 준비가 진행되었다. 전쟁 선포 다음 날, 영국 정부는 뉴질랜드에 독일 제국의 보호령인 독일령 사모아에 있는 무선 기지를 점령해 달라고 요청했으며, 이를 "중요하고 시급한 제국의 봉사"라고 여겼다.
1893년부터 1906년까지 뉴질랜드 총리를 지낸 리처드 세던 시대부터 뉴질랜드 정부는 사모아를 통제하기를 열망했다. 전쟁 전에도 뉴질랜드 육군 사령관인 알렉산더 고들리 소장은 뉴질랜드군이 적대 행위 발발 시 사용할 가능성이 있는 방법 중 하나로 사모아 점령 계획을 세웠다. 영국 요청은 즉시 수락되었고, 고들리에게 이 목적을 위해 복합군을 조직하라는 지시가 내려졌다.

## 서곡
사모아 원정군(SEF)으로 알려지게 될 부대는 주로 오클랜드와 웰링턴 군구에서 모집된 지원병으로 구성되었다. 이 부대에는 보병대, 즉 3 보병대(오클랜드)와 5 보병대(웰링턴)의 보병 3개 중대, 야포 포대, 공병 부대, 철도 공병 및 통신병 중대, 왕립 해군 예비군, 육군 서비스대, 야전 구급차 부대, 간호사 및 군목이 포함되었다. 뉴질랜드 우편 및 전신 회사에서도 세부 부대가 있었다.
뉴질랜드 참모군 소속이자 오클랜드 군구 사령관인 로버트 로건 대령이 SEF의 사령관으로 임명되었다. 1914년 8월 11일 첫 정식 사열 당시, SEF는 1,400명 이상의 인원으로 구성되었다.
SEF는 8월 15일 뉴질랜드 해군의 HMS 필로멜과 호주 해군의 HMAS 피라무스 및 HMAS 프시케의 호위를 받으며 병력 수송선 호송대와 함께 뉴질랜드를 출발했다. 호위 순양함들은 모두 "P급" 함선으로, 구식으로 간주되었으며, 장갑 순양함인 SMS 샤른호르스트와 SMS 그나이제나우를 보유한 막시밀리안 폰 슈페 제독의 동양함대에 대적할 수 없었다. 따라서 호송대는 피지에서 현대식 순양전함인 HMAS 오스트레일리아와 프랑스 순양함 몽칼름과 합류하기로 했다. 그러나 뉴질랜드를 출발한 다음 날, 뉴질랜드 정부가 모르는 사이에 영국 해군성은 호송대가 누벨칼레도니의 누메아에서 현대식 호위함과 합류하기로 결정했다.
여기서 호송대는 HMAS 오스트레일리아와 몽칼름, 그리고 순양함 HMAS 멜버른과 합류했으며, 전체 원정대는 이제 조지 페이티 후방 제독의 지휘하에 피지로 향했다. 이곳에서 여러 프론티어맨 군단과 사모아어 통역사들이 SEF에 합류했으며, 8월 27일 사모아로 항해했다.

## 상륙 및 점령

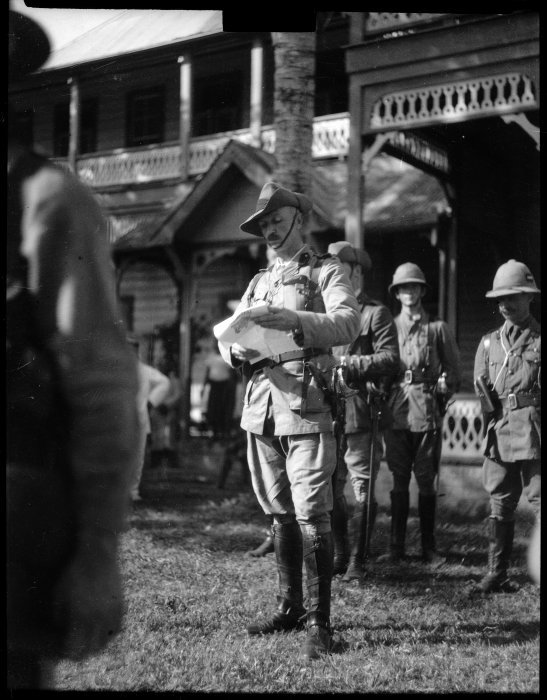
1914년 8월 30일 사모아 아피아에서 포고문을 낭독하는 로버트 로건 대령. 이날 그는 군사 행정관으로서의 책임을 맡았다.

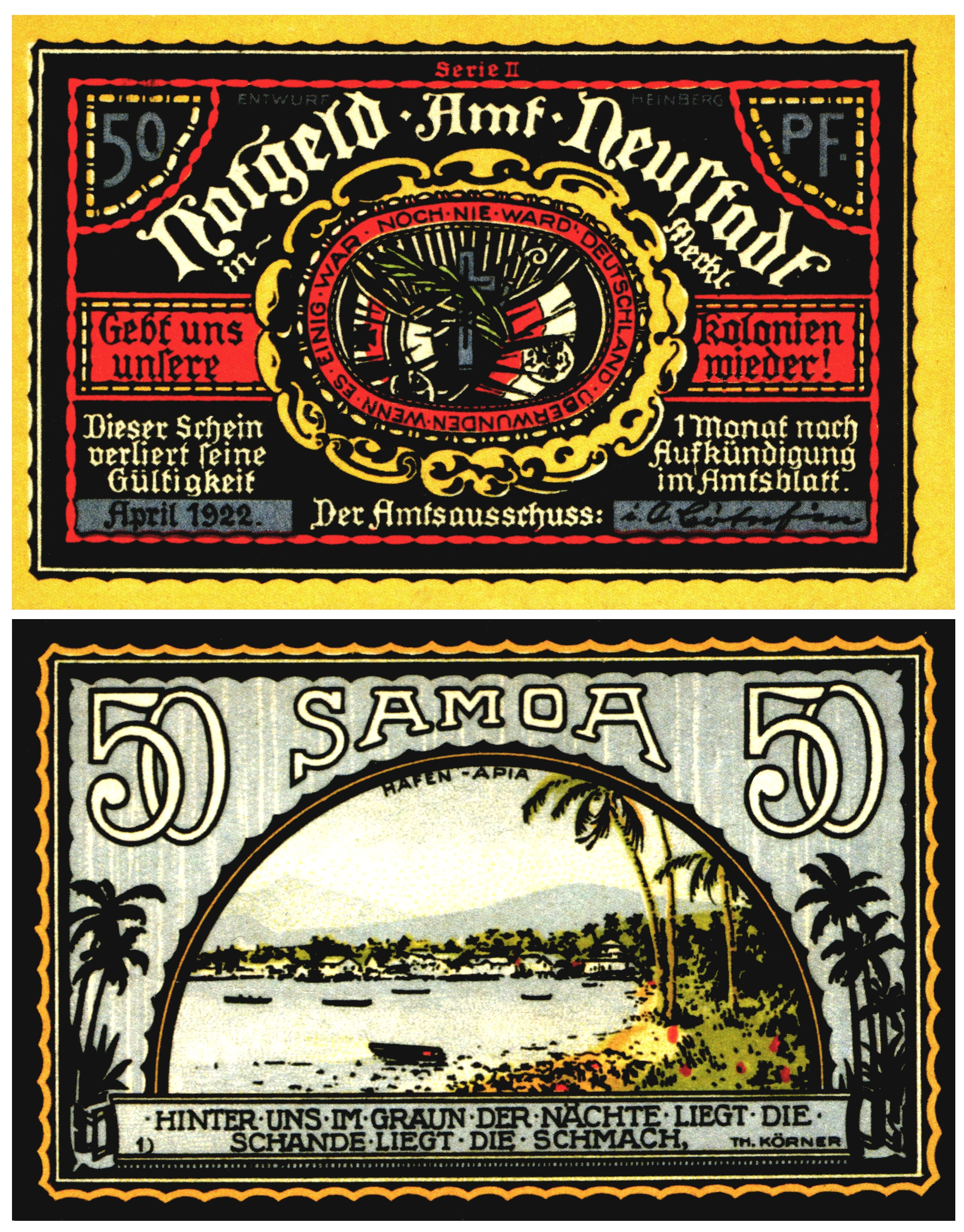
2022년 발행된 "노트겔트" 지폐. 이 지폐에는 식민지를 잃은 것에 대한 불평이 담겨 있다.

호송대는 8월 29일 아침 사모아의 주요 섬인 우폴루섬의 아피아에 도착했다. 아피아에는 방어 시설이 전혀 없었고 약 100명의 현지 민병대(피타피타로 알려짐)만 있었다. 호주 당국이 제공한 정보에 따르면, 약 80명의 경찰관과 독일 장교 간부, 그리고 포함 한 척이 저항할 가능성이 있다고 했다. 그러나 독일군은 상륙 시도에 대한 사모아인들의 지원을 기대할 수 없었다. 독일령 사모아의 총독 에리히 슐츠-에베르트는 호송대의 접근을 관찰하자마자 무선 기지로 향했다.
호주 군함들과 몽칼름이 아피아에서 떨어져 있는 동안, 프시케는 정전 깃발을 달고 도시 항구로 진입했다. 무선 기지에서 송신이 감지되었지만, 페이티의 명령에 따라 중단되었다. 한 시간 후, 슐츠로부터 독일이 사모아 제도를 공식적으로 항복하지는 않겠지만, 뉴질랜드군의 상륙에 저항하지는 않을 것이라는 메시지가 도착했다. 이 소식을 듣자 병력 수송선들은 뉴질랜드 병사들을 보트에 태워 해안으로 셔틀하기 시작했다. 우체국과 전신 교환국을 포함한 정부 건물들은 초저녁에 점령되었고, 몇 킬로미터 떨어진 언덕의 텔레풍켄 철도 종착역 근처에 있는 무선 기지로 파견대가 보내졌다. 뉴질랜드군이 자정에 가까운 시간에 도착했을 때, 독일군 운영자들은 무선 장비 대부분을 파괴하여 작동 불능 상태로 만들었다. 병력은 진영으로 흩어져 순찰 구역을 할당받았다.
다음 날, 법원 앞에서 유니언 잭의 의식적인 게양이 이루어졌고, 로건은 조지 5세를 대신하여 뉴질랜드 정부의 사모아 점령을 선포했다. 무선 기지 손상으로 인해 SEF의 성공은 9월 2일 복구될 때까지 뉴질랜드에 보고되지 못했다. 그 동안, 수송선에서 보급품이 하역되었고, 아피아 항구에서 무선 기지까지 철로가 건설되었다.
호위 임무를 완수하고 사모아가 확보되자, 호주 함선들과 몽칼름은 독일령 뉴기니 점령 임무를 맡은 호주 해군 및 육상 원정군과 합류하기 위해 떠났다. 다음 날, 남은 P급 순양함들도 떠났다. 두 척은 아메리칸사모아와 통가로 항해하여 각각의 당국에 사모아 점령을 알렸다. 피라무스는 슐츠를 포함한 5명의 독일인 포로를 피지로 데려갔다.
슐츠 제독이 점령 소식을 듣고 독일 순양함 샤른호르스트와 그나이제나우는 사모아로 급히 달려갔다. 그는 연합군 순양함과 수송선이 떠난 지 사흘 후인 9월 14일 아피아에 도착했다. 독일 함선의 접근이 관찰되었고, 뉴질랜드군은 즉시 방어 태세를 갖추었으며, 많은 민간인들은 총격전을 두려워하여 언덕으로 향했다. 이 단계에서 해변에 포병이 설치되었지만, 총격전은 없었다. 역사학자 이언 맥기븐은 이는 폰 슈페가 발포할 경우 독일 재산에 피해가 갈 것을 우려했기 때문일 가능성이 높다고 썼다. 대신 폰 슈페는 해안을 따라 더 내려가 소규모 부대를 상륙시켜 그곳에 거주하는 독일인에게 점령군의 명백한 병력을 알아냈다. 나중에 그 지역으로 파견된 순찰대는 그 독일인 거주자를 억류했다. 역사학자 J. A. C. 그레이에 따르면, 폰 슈페는 자신의 통제하에 있는 병력의 상륙이 연합군이 지배하는 해상에서 일시적인 이점밖에 되지 않을 것이라고 생각했고, 그래서 독일 함선들은 프랑스령인 타히티섬으로 향했다. 여기서 지역 주민과 그들의 재산에 대한 걱정 없이, 폰 슈페는 파페테 폭격을 지휘했다. 그리고 나서 그는 함대 나머지 부분과 합류하여 남아메리카로 향했다.

## 영향

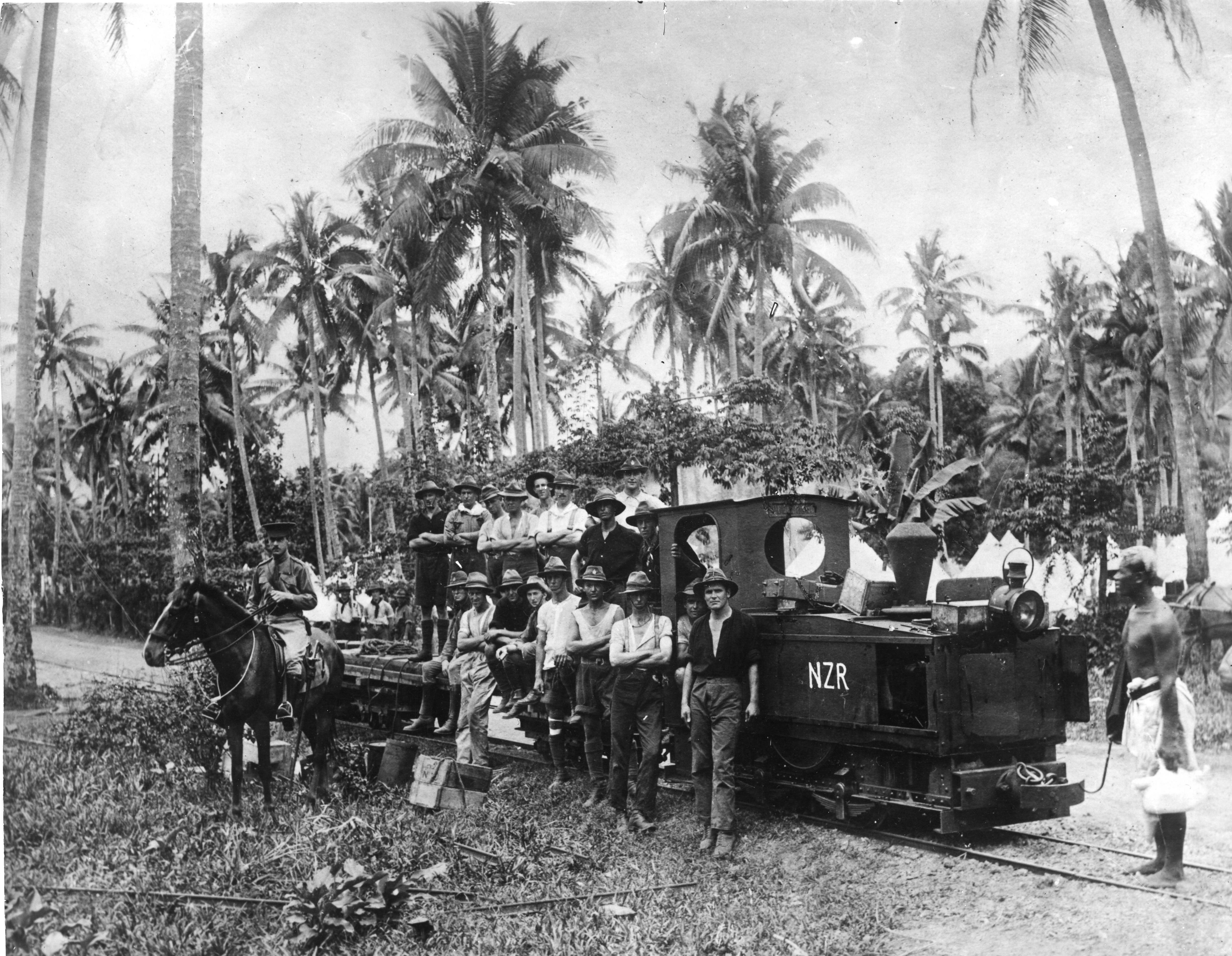
1914년~15년경 사모아의 뉴질랜드군.

SEF는 1915년 3월까지 사모아에 주둔하다가 뉴질랜드로 귀환하기 시작했다. 4월 3일 소규모 구호 부대가 아피아에 도착했고, 그들을 사모아로 데려온 수송선은 SEF의 마지막 병력을 뉴질랜드로 다시 실어 날랐다. 로건은 1919년까지 뉴질랜드 정부를 대신하여 국가를 계속 통치했다. 그의 임기는 1918년 11월 스페인 독감 인플루엔자 범유행의 도착을 심하게 잘못 처리하여 7,500명 이상의 사망자를 발생시킨 것으로 인해 논란이 되었다.
1920년부터 1962년 사모아 독립까지 뉴질랜드는 이 섬들을 서사모아 신탁통치령으로 통치했는데, 처음에는 국제연맹 C급 위임통치령으로, 그리고 1945년부터는 유엔 신탁통치령으로 통치했다.

## 내용주
각주
1. ↑  독일 함대가 호송대에 가할 위험에 대한 우려가 있었지만, 맥기븐은 1923년 역사서에 실리고 이후 마이클 킹이 2003년 뉴질랜드 역사서에서 되풀이한, 독일 순양함이 당시 15마일(25km) 떨어진 곳이 아니라 훨씬 북쪽으로 항해하고 있었으므로 병력이 재앙을 간신히 피했다는 주장에 대한 근거를 부인한다.[10]
2. ↑  1912년부터 1915년까지 뉴질랜드 해양부 장관을 지낸 프랜시스 피셔는 1937년 다우니 스튜어트가 출판한 책에서 뉴질랜드 정부가 런던의 영국 식민지 장관에게 사모아의 방어 시설이 무엇인지 물었다고 회상했다. 그는 휘태커스 연감을 참조하라고 조언했다고 알려졌지만, 이는 뉴질랜드 기록보관소의 기록을 통해 확인되지 않았다.[18]
3. ↑  사모아 점령과 관련된 뉴질랜드 대전 공식 역사의 한 권에서는 사모아가 영국 제국군이 전쟁에서 점령한 최초의 독일 영토라고 주장했다. 이는 잘못된 주장이다. 독일 식민지의 첫 점령은 나흘 전 토골란드에서 서아프리카 전역의 일부로 이루어졌다.[10]

인용
1. ↑  McGibbon 1991, 245쪽.
2. ↑  McGibbon 1991, 248쪽.
3. 1 2 3  Smith 1924, 14쪽.
4. ↑  “독일령 사모아 점령”. 《NZ 역사》. 문화유산부. 2022년 4월 24일에 확인함.
5. ↑  McGibbon 1991, 240쪽.
6. ↑  Smith 1924, 15쪽.
7. ↑  Smith 1924, 22쪽.
8. ↑  Smith 1923, 23쪽.
9. ↑  Smith 1923, 25–26쪽.
10. 1 2 3 4 5  McGibbon 2007, 65쪽.
11. ↑  Smith 1923, 29–30쪽.
12. ↑  Smith 1924, 47쪽.
13. ↑  Smith 1923, 32–33쪽.
14. 1 2  Smith 1924, 57–58쪽.
15. 1 2  Boyd 1968, 148쪽.
16. ↑  Längin 2005, 304쪽.
17. ↑  McGibbon 1991, 249쪽.
18. ↑  McGibbon 2007, 64쪽.
19. 1 2  Smith 1924, 59–60쪽.
20. ↑  Smith 1924, 60–61쪽.
21. 1 2  Smith 1924, 63쪽.
22. ↑  Smith 1924, 64쪽.
23. ↑  Smith 1924, 71–72쪽.
24. ↑  Jose 1941, 61–62쪽.
25. ↑  Smith 1924, 93–94쪽.
26. ↑  Smith 1924, 95쪽.
27. ↑  Gray 1960, 185쪽.
28. ↑  Smith 1924, 130–131쪽.
29. ↑  Munro, D. (2005년 7월 7일). “로건, 로버트 1863–1935”. 《뉴질랜드 전기 사전》. 2006년 1월 5일에 확인함.
30. ↑  “직업으로서의 제국주의: C급 위임통치령”. 2005년 12월 20일에 원본 문서에서 보존된 문서. 2007년 11월 27일에 확인함.